# Южная Русь (IX век)
Южная Русь — политическое образование, предположительно существовавшее в Среднем Поднепровье с центром в Киеве до прихода летописных Аскольда, Дира и Олега, но не ранее первой половины IX века, что подтверждено письменными свидетельствами и в целом признано в науке. Близкой является концепция южной локализации Русского каганата. Южная Русь возникла раньше политического образования Рюрика на севере и в результате слияния с ним при князе Олеге сформировала Киевскую Русь. В сравнении с северным образованием Южная Русь обладала более выгодным торговым и военно-стратегическим расположением.

## История

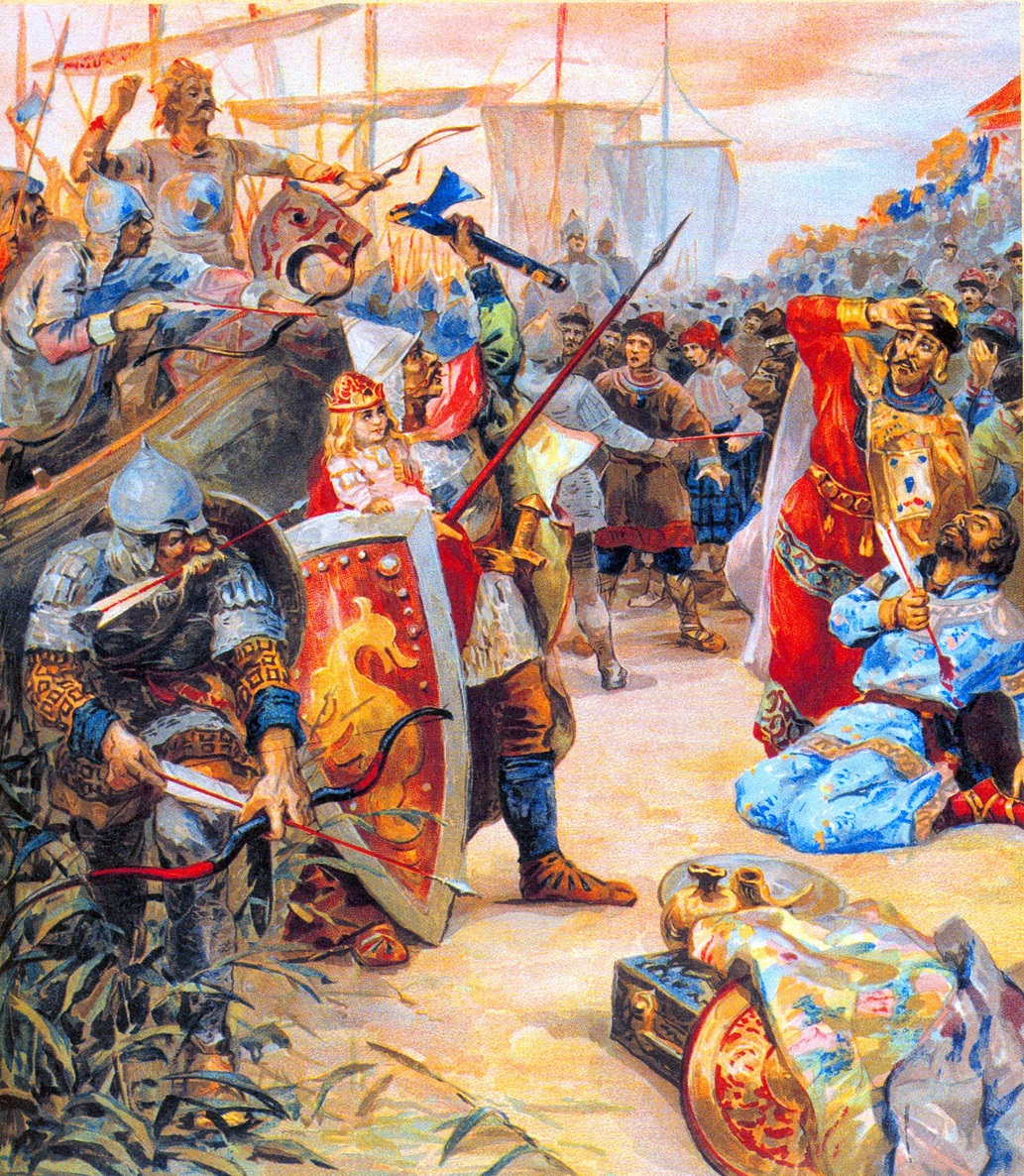
Убийство Аскольда и Дира князем Олегом, Клавдий Лебедев

Ещё в VIII веке в данническую зависимость от Хазарского каганата попали славянские племена северян, радимичей и вятичей. В территориальном плане летописи связывают Южную Русь с территорией племенного княжения полян. Историко-географические источники преимущественно XII века дают основание для предположения, что, помимо полянской земли, существовавшее в IX веке политическое образование Южной Руси могло включать зону водораздела бассейнов Припяти и Днестра и часть Левобережья Днепра, где позднее возникли города Чернигов и Переяславль. Её восточная граница определяется сложнее. Предполагается, что Южная Русь обладала достаточной силой для того, чтобы аккумулировать экономический и военный потенциал славянских племён Среднего Поднепровья, организовать морские походы на Византию, наибольшую известность из которых получил поход 860 года на Константинополь, и соперничать с Хазарией.
О влиянии Хазарского каганата мог свидетельствовать тот факт, что правитель Южной Руси принял хазарский верховный титул каган. С противостоянием русов и хазар могло быть связано также посольство «кагана росов» к византийскому императору Феофилу во второй половине 830-х годов, предложившее мир и дружбу, как и организованное тогда же при помощи Византии крепостное строительство у хазар. Помимо Саркела на нижнем Дону, было возведено более десятка крепостей в верховьях Северского Донца и по реке Тихой Сосне, притоку Дона, что интерпретируется как свидетельства притязаний Южной Руси на часть сферы хазарской дани со славян, по меньшей мере, на дань с северян. Считается, что Южная Русь имела обширные торговые связи, её купцы на западе доходили до среднего Дуная, на северо-востоке достигали Волжско-Камской Булгарии, на юге присутствовали на византийских причерноморских рынках, откуда по Дону, а затем по Волге они добирались до Каспийского моря и далее до Багдада.
Эта киевская гипотеза, является в исторической науке наиболее распространённой и опирается на историографическую традицию, которой предполагается существование сильного Русского государства на Днепре по меньшей мере с середины IX века.
Ассимиляция варягов на севере Восточной Европы должна была происходить медленнее, чем на юге, что объясняется непрекращающемся притоком новых скандинавских групп, занятых, как и в Южной Руси преимущественно дальней торговлей. Большое число кладов арабских серебряных монет в Северной Руси, фиксируемых с рубежа VIII—IX веков, свидетельствует, что целью военно-торговых дружин варягов в Восточной Европе был доступ к рынкам Волжско-Камской Булгарии, которые были богаты высококачественным арабским монетным серебром. Предполагается, что следствием призвания Рюрика стала политическая консолидация Северной Руси, благодаря чему стало возможным объединение этого образования с Южной Русью под властью северной варяжской княжеской династии Рюриковичей.

## Историография
В отличие от «Повести временных лет», текст Новгородской первой летописи в начальной части нередко бессвязен, согласно ему варяги Аскольд и Дир пришли в Киев неизвестно откуда до призвания Рюрика и «нарекостася князема», как прокомментировал новгородский летописец эту конструкцию с целью объяснить последующий фрагмент, где Олег и Игорь обвиняют этих двух варягов в узурпации власти князей. Этот текст использовался сторонниками идеи исконной династии «Киевичей», потомков легендарного Кия, к которой приписывались варяги Аскольд и Дир, начиная с работы польского хрониста XV века Яна Длугоша. Версия Длугоша была поддержана Матеем Стрыйковским, неоднократно писавшем о родстве Аскольда и Дира с Кием. Согласно гипотезе А. А. Шахматова, основанной на линейной интерпретации текста Новгородской первой летописи, ещё до призвания Рюрика северными племенами в Киев пришли «полчища» варягов во главе с Аскольдом и Диром. Однако в Новгородской первой летописи, на которую Шахматов ссылается как на Начальный свод, Аскольд и Дир именуются варягами, а не русью. Гипотеза Шахматова стала основой для различных конструкций, согласно которым «Аскольдова Русь» была южным, киевским, предшественником северной Русской земли.
Согласно С. А. Гедеонову, Южная Русь находилась в подчинении у хазар, и русский каган, известный по Бертинским анналам и ряду других источников, был наместником хазарского. Современный взгляд на гипотетический южный Русский каганат как структуру изначально независимую и конкурирующую с хазарами утвердился в послевоенной советской историографии, начиная с работ В. В. Мавродина, Б. А. Рыбакова и М. И. Артамонова.
По мнению британского учёного Томаса Кендрика, начало IX века было отмечено борьбой варягов (скандинавов), известных византийцам как rus' или Rhos (῾Ρῶς) за контроль над торговым путем по Днепру. Согласно Кендрику, торговым походам варягов препятствовали хазары, жившие в низовьях Днепра и северном Причерноморье. Походы варягов увенчались изгнанием хазар из района современного Херсона. После этого варяги предприняли набег на южное побережье Чёрного моря и разграбили там в Пафлагонии византийский город Амастриду. Упоминание набега варягов на Амастриду содержится в жизнеописании византийского епископа святого Георгия Амастридского. О том, в какие годы был совершён этот набег, не известно (наиболее вероятно, в 830-е годы). Кендрик считал, что если это произошло в самом начале века, то не исключено, что предводителем варягов мог быть тот же легендарный Бравлин, который возглавлял набег на крымский Сурож.
Археолог В. В. Седов помещал Русский каганат в междуречье среднего Дона и верхней Оки до Среднего Поднепровья. Седов, вслед за М. И. Артамоновым, не отрицая влияния норманнов на севере, выводил этноним русь из иранских корней. Он признавал этимологическую версию О. Н. Трубачёва наиболее обоснованной. Седов отождествил Русский каганат с волынцевской археологической культурой у северо-западных границ Хазарии и связал с его деятельностью возведение хазарами серии каменных пограничных крепостей в царствование византийского императора Феофила. Преимущественно славянское население волынцевской культуры, по мнению Седова, у соседних народов было известно под названиями «поляне», «росы/русы» («…поляне, яже ныне зовомая русь» — «Повесть временных лет»), а административный центр нового объединения располагался на месте современного Киева. Конец Русского каганата автор концепции увязывает с захватом Киева вначале Аскольдом и Диром, а затем Олегом, и объединением с северными землями восточного славянства.
Представления о Южной Руси в IX веке связаны с гипотезой южного происхождения Руси, согласно которой ранее IX века в Среднем Поднепровье (в районе Киева) или в Азово-Причерноморском регионе существовало одно или несколько образований, имевших название Русь и ставших позднее ядром формирования Киевской Руси. Утверждается исконность полянской руси в Киеве. Эта гипотеза включает в себя антинорманизм, не имеет надёжных подтверждений в исторических источниках и строится на ряде последовательных допущений.

## Крещение
Крещение военных дружин русов («росов») в период их походов на Южное и Северное Причерноморье в конце VIII — первой половине IX века известны из Жития Георгия Амастридского и Жития Стефана Сурожского, в первоначальном виде созданного в VIII веке. Степень достоверности сведений этих источников о христианизации Руси является дискуссионной. По мнению ряда исследователей, данные сведения из Жития Георгия представляют собой позднейшую интерполяцию. Упоминание русского войска под предводительством новгородского князя Бравлина присутствует лишь в русском варианте Жития Стефана XIV века, тогда как рассказ о нападении на Сурож и последующем чуде возник, предположительно, на стадии редактирования памятника в конце X века. О наличии уже в данный период в среде восточных славян христиан сообщает исламский географ Ибн Хордадбех, автор географического труда «Книга путей и стран», где говорится о товарах и маршрутах русских купцов, которых автор понимает как «разновидность славян». Они именовали себя христианами и на территории Халифата уплачивали подушную подать (джизью) в качестве иноверцев. Это сообщение относится исследователями к 830-м — 840-м годам.
Масштабный поход руси на Константинополь летом 860 года принято связывать с первым крещением Руси. Русы жестоко разграбили окрестности Константинополя. Нападение наблюдал патриарх Фотий I, описавший эти события в гомилиях «На нашествие росов». Чтобы защитить столицу, вдоль её стен был проведён крестный ход с облачением Богородицы. В результате русы ушли в отступление, и спустя некоторое время, как записано в хронике Продолжателя Феофана (около 950), прислали посольство с просьбой крестить их. В «Окружном послании» (866/867), адресованном восточным патриархам, Фотий писал, что русы «переменили языческую и безбожную веру, в которой пребывали прежде, на чистую и неподдельную религию христиан» и поставили себя «в положение подданных и гостеприимцев вместо недавнего разбоя и великого дерзновения против нас»; что русы приняли «у себя епископа и пастыря и с великим усердием и старанием предаются христианским обрядам».
«Повесть временных лет» ошибочно относит поход руси 860 года на Константинополь к 866 году и сообщает, что его возглавляли киевские князья Аскольд и Дир. Над могилой Аскольда, предположительно, во второй половине XI века был поставлен храм во имя Николая Чудотворца. Это дало почву для предположений, что Аскольду и Диру принадлежала идея крещения Руси. В Никоновской летописи XVI века, которая соединила различные источники, Аскольду и Диру приписано несколько походов на Царьград, а также содержится сообщение о крещения Руси при «князи Рустемъ Осколде», в достоверности которого многие исследователи, однако сомневаются.
Крещение сопровождалось созданием на Руси епископии или архиепископии, которая впоследствии погибла. Ю. М. Брайчевский называл это событие Аскольдово крещение. По его мнению, отсутствие в иностранных источниках сведений о крещении Руси при Владимире было связано с тем, что впервые официальный акт введения христианства на Руси произошёл в 860 году. После убийства Аскольда в 882 году христианство перестало быть государственной религией, но с точки зрения других стран Русь оставалась христианской страной.
В поздней византийской традиции крещение Руси приписывается императору Василию I Македонянину (867—886) и патриарху Игнатию (847—858, 867—877). «Жизнеописание императора Василия», которое составил, предположительно, в середине X века внук последнего Константин VII Багрянородный, Василий представлен как просветитель славян, в частности, «щедрыми раздачами золота, серебра и шелковых одеяний он также склонил к соглашению неодолимый и безбожный народ росов, заключил с ними мирные договоры, убедил приобщиться к спасительному крещению и уговорил принять рукоположенного патриархом Игнатием архиепископа, который, явившись в их страну, стал любезен народу…». Затем приведено повествование о чуде неопалимого Евангелия: по просьбе русов книга была брошена проповедником в костер, а когда пламя погасло, она осталась невредимой. Испугавшись этого знамения, язычники крестились. Это «второе» крещение русов исследователями обычно относится ко времени около 874 года.
Связь первого и второго крещений учёными рассматривается с разных точек зрения. М. В. Левченко, О. М. Рапов и М. В. Бибиков считали, эти события результатом различных миссий. М. С. Грушевский и В. А. Пархоменко предполагали, что в результате первого крещения была христианизирована гипотетическая Причерноморская Русь, в результате второго — Киевская Русь. По мнению Е. Е. Голубинского, Л. Мюллера, А. В. Назаренко и Ю. А. Артамонова, Константин Багрянородный приписал своему деду заслугу Михаила III. Об участии патриарха Фотия в христианизации Руси может свидетельствовать заглавие Церковного устава Владимира («Устав князя Владимира о десятинах, судах и людях церковных») XI—XII веков, согласно которому князь Владимир Святославич «усприял есмь крещение святое от… Фотея патриарха».